# Oxus Cavus
L'Oxus Cavus è una formazione geologica della superficie di Marte.